# Mario Fuentes Romero
Mario Luis Fuentes Romero (Cabildo, 15 de agosto de 1985) es un abogado y político chileno. Fue gobernador de la provincia de Petorca entre 2014 y 2016.

## Biografía
Nació en 1987, en Cabildo. Sus estudios básicos y medios los realizó en el liceo de la localidad. Luego estudió derecho en la Universidad Católica de Valparaíso, recibiendo el título de abogado por la Corte Suprema, además de contar con un diplomado en Teoría Política de la Universidad Miguel de Cervantes y la Fundación Konrad Adenauer. Es católico.
Además de su carrera política ha ejercido la profesión de abogado.

## Carrera pública y política
Ingresó a los 15 años al Partido Demócrata Cristiano, ocupando diversos cargos en las juventudes de dicho partido. Además durante sus estudios universitarios fue presidente del Centro de Alumnos de la Escuela de Derecho de la PUCV.
Para las elecciones parlamentarias de 2013 fue precandidato a diputado, siendo superado por estrecho margen. En las mismas elecciones fue candidato a CORE por la provincia de Quillota, sin resultar electo.
La presidenta Michelle Bachelet lo nombró gobernador de la Provincia de Petorca, desempeñándose en el cargo desde el 11 de marzo de 2014, hasta el 10 de noviembre de 2016. Con entonces 27 años de edad, fue el gobernador provincial más joven de la historia chilena en ser escogido para el cargo.Ese mismo año fue reconocido por la Fundación P!ensa como uno de los jóvenes líderes de la Región de Valparaíso.
Su gestión estuvo marcada por la sequía en Petorca, provincia declarada como zona de escasez hídrica. Esto permitió disponer un servicio de camiones aljibe para la entrega de agua a la población. Como solución a largo plazo se propuso dirigir agua desde los ríos Aconcagua y Maipo, entre otras medidas. Durante su administración se instaló la ruta turística La Quintrala,
Tras renunciar a la gobernación fue candidato a diputado por el distrito 6, en las elecciones parlamentarias de 2017, por el pacto Convergencia Democrática, donde obtuvo 8009 votos, correspondientes al 2,20%, sin ser elegido en el cargo.
En 2018 fue parte de la lista de Humberto Burotto para la presidencia del PDC, siendo superados por la lista de Fuad Chahín. Posteriormente renunció a dicho partido.
Se desempeñó como administrador municipal de Putaendo entre 2020-2021, para posteriormente asumir las mismas funciones en La Calera.

## Obras
- Fuentes Romero, Mario: "Los retos de la mediación en Chile". La Ley. Mediación y arbitraje N.º. 15, 2023 (Abril-Junio), p. 105-116. ISSN-e 2660-7808.[28]